# Górka (Kaszów)
Górka – część wsi Kaszów w Polsce, położona w województwie małopolskim, w powiecie krakowskim, w gminie Liszki.
W latach 1975–1998 Górka administracyjnie należała do województwa krakowskiego.